# Walkmühle Goch
Die Walkmühle Goch war eine am Stadtgraben der Niers gelegene Wassermühle in der Stadt Goch mit unterschlächtigem Wasserrad.

## Geographie
Die Walkmühle Goch hatte ihren Standort am Mühlendamm, am Stadtgraben der Niers, in der Stadt Goch, Kreis Kleve, in Nordrhein-Westfalen. Oberhalb hatte die Kornmühle Goch, unterhalb die Ölmühle Goch ihren Standort.
Die Niers hat hier eine Höhe von ca. 17 m über NN. Die Pflege und Unterhaltung des Gewässers obliegt dem Niersverband, der in Viersen seinen Sitz hat.

## Geschichte
Mit der Besiedlung und der 1261 erstmaligen Erwähnung der Stadt Goch, entwickelte sich am Niersbogen und am Stadtgraben eine wirtschaftliche Grundlage zur Errichtung von Wassermühlen. Die Lage war so ausgezeichnet, dass auf kurzer Strecke fünf Mühlen die Wasserkraft der Niers nutzen konnten. Im sogenannten Mühlenviertel beim Mühlentor waren dies die Ölmühle Goch, Walkmühle Goch, Kornmühle Goch, Lohmühle Goch und etwas entfernt und später die Susmühle.
In den Gocher Schöffenbriefen von 1272 und 1275 wurde die Existenz einer Mühle übermittelt, in denen ein Gerhardus molendarius – Müller Gerhard genannt war. 1362 gab die Graefenthaler Äbtissin Isabel von Geldern – eine Schwester des Herzogs – die ihre zur Nutzung überlassenen Mühlen an die Stadt Goch. Mit Zustimmung des Herzogs wurde daraus ein Erbpachtrecht, das bei Bedarf mit dem Recht verbunden war, den Bau weiterer Wind- und Wassermühlen zu ermöglichen. Zu den bestehenden Wassermühlen errichtete man auch Windmühlen, die wegen jahreszeitlichen Beschränkungen mit Rücksicht auf die Nierswiesen, immer mehr an Bedeutung erlangten.
Die Walkmühle Goch wurde 1419 als Nachbarmühle der Ölmühle erbaut. Sie entstand nach einer Übereinkunft zwischen der Stadt Goch und dem Wüllenamt (Wollwebergilde). Dank der Schafzucht auf der ausgedehnten Gocher Heide, sowie der steigenden Anzahl von Wollweber, wurde Goch zur führenden niederrheinischen Tuchmacherstadt. Die Walkmühlen bekamen immer mehr Konkurrenz durch industrielle Textilmaschinen und so wurde die Walkmühle Goch im Jahre 1800 geschlossen.

## Galerie

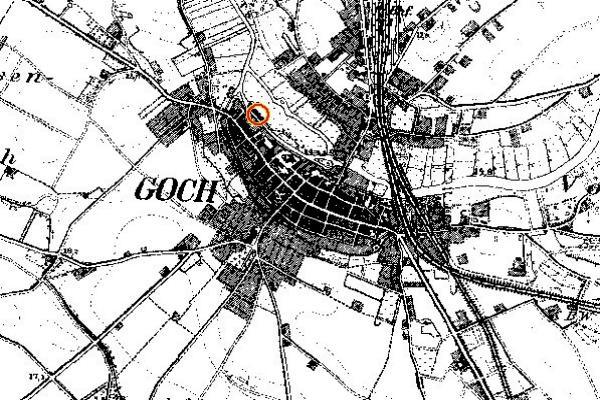
Walkmühle Goch auf der Neuaufnahme 1892
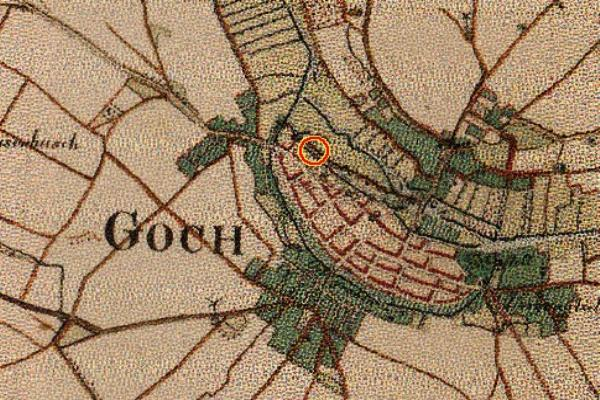
Walkmühle auf der Urkatasterkarte 1843
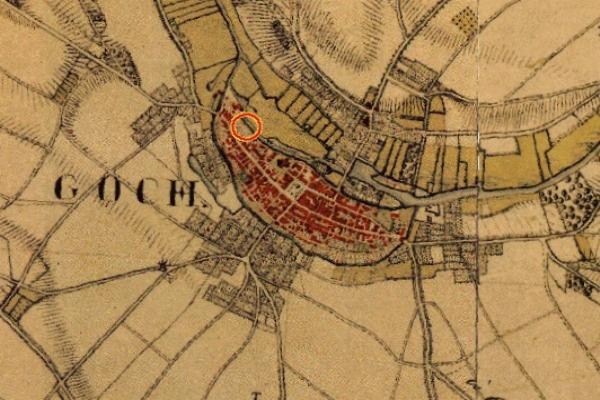
Walkmühle Goch auf der Tranchotkarte 1802